# Галуппи, Паскуале
Паскуа́ле Галу́ппи (итал. Pasquale Galluppi; 2 апреля 1770, Тропея, Италия — 13 декабря 1846, Неаполь, Италия) — итальянский философ-идеалист, профессор Неполитанского университета.

## Биография
Паскале Галуппи был сыном Винченцо и Лукреции Галуппи, происходивших из древнего дворянского рода Галуппи из калабрийского города Тропеа. Изучив по традиции латинский язык, он начал обучение в школе Джузеппе Антонио Руффа, прослушал начальный курс философии и математики в католической семинарии в Санта-Лючия-дель-Мела, а затем поступил в Неаполитанский университет, где слушал лекции по теологии Франческо Конфорти. В 1794 году женился на Барбаре д'Аквино, от которой имел четырнадцать детей.
В 1807 году вышла его работа «Об анализе и синтезе», а в 1819-1832 годах — шесть томов «Философского очерка по критике познания». В 1831 году Галуппи возглавил кафедру логики и метафизики в Неаполитанском университете, которую занимал до своей смерти. Результатом его преподавания стали «Лекции по логике и метафизике», опубликованные в 1832-1836 годах, а также «Письма о событиях в философии от Картезия до Канта» (1827), познакомившие итальянцев с новейшей европейской философией. Галуппи был членом нескольких научных академий, в том числе иностранных. Скончался в Неаполе в 1846 году.

## Учение
Философские взгляды Галуппи сформировались под влиянием идей Р. Декарта, Г. В. Лейбница, Х. Вольфа и шотландской школы здравого смысла. Главным объектом его критики было учение французских сенсуалистов во главе с Э. Б. Кондильяком и априорная философия И. Канта. Сочинения Галуппи содержат тончайший анализ проблем реальности человеческого «я», существования внешнего мира, бытия Бога и морального закона. Немецкий историк философии В. Виндельбанд указывает на сходство его идей с учением французских спиритуалистов — Мен де Бирана, В. Кузена, Т. С. Жуффруа и Ф. Равессона.
Основным убеждением итальянского философа была самодостоверность фактов сознания. Во внутреннем опыте мы непосредственно познаём как существование, так и деятельность своего «я». Между восприятием нашего «я» и самим «я», полагал философ, нет никакого интервала, мы познаём его не через образы или представления, а прямо и интуитивно. Поэтому существование нашего мыслящего «я» есть первый и несомненный факт нашего сознания. Но если внутренний опыт открывает нам наше «я», то внешний опыт доказывает реальность внешнего мира. По мнению Галуппи, всякое ощущение неразрывно связано со своим объектом. Во всяком восприятии мы находим две стороны: чувство восприятия и воспринимаемый объект, который следует отличать от чувства восприятия. Таким образом, внешний опыт сообщает нам не только о наших внутренних состояниях, но и о реальном существовании внешних вещей. К числу непосредственных фактов сознания философ относил и свободу воли, которая обнаруживается в том, что мы можем желать вещей, которых не желают другие, и не желать вещей, которых желают другие. В области нравственной философии Галуппи приближался к Канту, выводя всякую мораль из присущего человеку чувства долга.
Сочинения Галуппи пользовались популярностью при его жизни, но затем были вытеснены проникшим в Италию гегельянством Неаполитанской школы и начавшей зарождаться неосхоластикой.

## Главные труды
- Saggio filosofico sulla critica della conoscenza umana
- Lettere sulle vicende della filosofia da Cartesio a Kant
- Elementi di Filosofica; Lezioni di Logica e Metafisica
- Filosofia della volontà
- Considerazioni filosofiche sull' idealismo trascendentale
- Storia della Filisofia, I том